# Pompée le Jeune
 (juin 2012).
Si vous disposez d'ouvrages ou d'articles de référence ou si vous connaissez des sites web de qualité traitant du thème abordé ici, merci de compléter l'article en donnant les références utiles à sa vérifiabilité et en les liant à la section « Notes et références ».
Pompée le Jeune (né en 75 av. J.-C. et mort le 12 avril 45 av. J.-C.), Gnæus Pompeius en latin, était un homme politique et général romain sous la République romaine. Il était le fils de Pompée le Grand et le frère de Sextus Pompée.
Pompée le Jeune était le fils aîné de Pompée et de Mucia Tertia, sa troisième épouse. Lui et son jeune frère Sextus Pompée ont grandi dans l'ombre de leur père, un des plus grands généraux et hommes politiques de Rome, mais aussi par la suite un ennemi de César. Lorsque celui-ci franchit le Rubicon en 49 av. J.-C., déclenchant de ce fait la guerre civile, Pompée le Jeune fuit Rome avec son père et de nombreux sénateurs conservateurs.
Après la défaite des légions de Pompée lors de la bataille de Pharsale en 48 av. J.-C., et son assassinat en Égypte le 27 septembre de cette même année, Pompée le Jeune et son frère rejoignent la résistance républicaine. Dans la province d’Afrique, ils retrouvent Caton d'Utique et Metellus Scipion, ainsi que quelques sénateurs qui, avec leurs armées, s’apprêtent à affronter César. Cette résistance se terminera par une défaite des troupes républicaines à la bataille de Thapsus en 46 av. J.-C. Cependant les deux frères réussirent à s’échapper aux îles Baléares, où ils sont rejoints par Titus Labienus, un ancien général de César. Ensemble, ils levèrent des légions en Hispanie.
C’est donc le 17 mars 45 av. J.-C. à la bataille de Munda que les dernières légions républicaines et les légions de César s’affrontèrent. Malgré un rapport de force plus ou moins équivalent, et après une lutte acharnée, les armées de César percèrent les lignes républicaines. Il s’ensuivit une fuite des légions républicaines dans laquelle 30 000 hommes moururent. Titus Labienus mourut au combat alors que les frères Pompée, Gnæus et Sextus, parvinrent à s'échapper une nouvelle fois. Cependant, Pompée le Jeune fut capturé et exécuté pour trahison peu de temps après. Son frère Sextus survit dix années de plus, prenant part à la guerre civile qui se poursuit entre Marc Antoine et Octavien, avant d'être exécuté en 35 av. J.-C..